# Błękitna pustynia
Błękitna pustynia – słuchowisko w formie fabularyzowanego reportażu wojennego wydane przez Polskie Radio Szczecin w 2014 roku.

## Historia
Autorem słuchowiska jest Rafał Molenda, dziennikarz Polskiego Radia Szczecin. Autor był wraz z XII zmianą Polskiego Kontyngentu Wojskowego w Afganistanie (z 12 Brygadą Zmechanizowaną ze Szczecina oraz 1 Brzeskim Pułkiem Saperów) od grudnia 2012 roku do lutego 2013 roku. Był on bezpośrednim uczestnikiem zdarzeń oraz ich świadkiem. Wraz z żołnierzami przebywał w bazach wojskowych Ghazni, Bagram i Mazar-i Szarif. Po zakończeniu misji dziennikarz został odznaczony przez Ministra Obrony Narodowej brązowym medalem „Za zasługi dla obronności kraju”. W czasie pobytu w Afganistanie zbierał materiały: filmy, zdjęcia oraz rozmowy i wysyłał je na stronę Radia Szczecin. Po powrocie do kraju zebranym materiałem zainteresował się Krzysztof Czeczot i zaproponował stworzenie słuchowiska, którego został reżyserem. 
Premiera słuchowiska odbyła się 29 października 2014 roku w Filharmonii Szczecińskiej.

## Fabuła
Błękitna pustynia opowiada historię polskich żołnierzy w Afganistanie. Narrator (Robert Więckiewicz) gra rolę dziennikarza obserwującego żołnierzy przy ich codziennych zajęciach. Opowiada o wydarzeniach, które miały miejsce podczas XII zmiany. 

## Recenzje
Brawurowo napisany reportaż wojenny.

„Błękitna pustynia” to perfekcyjnie zrealizowane słuchowisko. Doskonale czytane dialogi przez aktorów i lektorów, muzyka i udźwiękowienie na najwyższym poziomie oraz emocjonalna narracja pozwalają znaleźć się obok żołnierzy i przeżyć z nimi trudne chwile. I chociaż brak fabuły sprawia czasem nieco chaotyczne wrażenie to reportażowa forma nadaje słuchowisku jeszcze więcej realizmu.

Bez dwóch zdań audiobook miesiąca. Od strony technicznej słuchowisko zostało wykonane po prostu mistrzowsko. Fabularyzowana relacja dziennikarza Rafała Molendy z wydarzeń polskiego kontyngentu wojskowych w Afganistanie od razu zabiera słuchacza do egzotycznego kraju. Dźwięki karabinów, wybuchy, podkład muzyczny, wielu aktorów, gwiazdorska obsada (Więckiewicz, Reczek) – po prostu coś niesamowitego. Z dobrymi słuchawkami czujemy się, jak gdybyśmy byli w sali kinowej, oglądając wypełniony efektami specjalnymi film akcji. Nawet nie warto, ale po prostu trzeba!

## Nagrody i wyróżnienia
- Nominacja do nagrody Prix Europa (2014)[2][9][10]